# Faranah
Faranah és una ciutat i subprefectura de Guinea, prop del naixement del riu Níger. És capital de la prefectura de Faranah i de la regió de Faranah. El 2014 tenia 78.108 habitants. Els seus habitants són en gran part mandings.

## Història
La regió de Faranna i la pròpia ciutat foren ocupades per Samori Turé el 1880.
A primers de gener de 1893, el capità francès Briquelot va avançar ràpid des de Kouroussa cap al sud; el 9 de gener va atacar el poble de Douaco, al Sankaran, i el va ocupar; va rebutjar al enemic una segona vegada a Galinkoro i tres dies després va entrar a Moria on va confiscar nombrosos aprovisionaments. Va arribar a la riba del Niandan, on va fer construir una "taide" de canyes flotant i lianes a manera de pont de 40 metres, amb el qual va travessar el riu i es va introduir en la jungla de la riba dreta que ja formava part del Kouranko. Al sortir de la jungla es va dirigir a Dialankoro que va ocupar sense oposició i l'endemà va ocupar Kofodougou, el campament central dels sofes, que es batien en retirada; separat de Samori, Bilali va fugir cap a l'oest amb els seus fidels perseguit pels francesos; pel camí Briquelot va arrasar els llogarets de Farandola, Bambaya i Niafarando, expulsant als sofes d'aquests llocs i al febrer va arribar a Faranna i després a Hérimakono. Allí es va aturar uns dies per descansar i va aprofitar per instal·lar posicions militars a Faranna i a Hérimakono, que asseguraven el país conquerit.
Poc després va rebre una protesta del sergent britànic comandant de les posicions de Falaba i Caliere, que va rebutjar l'establiment francès a Hérimakono que considerava britànic. En aquell moment les bandes de Bilali van reaparèixer i Briquelot va ignorar les protestes britàniques i va seguir la persecució (15 de febrer). Va lliurar a Bilali alguns combats de rereguarda a Kalaya, Somakala, Kiremba, Samagoudou, arribant a Tembicounda, a les fonts del Níger, el 7 de març (prop de la frontera amb Sierra Leone). Va seguir llavors al sud, va rebutjar als sofes de Guédé després d'una darrera escaramussa i Bilali, abandonat per quasi tots els seus, va estar a punt de ser atrapat al gué de Dembayola però el tirador que el va atrapar es va quedar amb el seu mboubou a les mans, escapant Bilali sense camisa i refugiant-se a territori de Sierra Leone. El Kouranko quedava perdut per Samori.
Briquelot va tornar a Faranna, on va instal·lar una companyia de tiradors; va destacar també una secció a Hérimakono i en va enviar una a Kouroussa i amb la resta dels seus homes es va dirigir a Benty obrint així una nova ruta entre el Sudan i l'oceà; pel camí va fundar la posició d'Ouossou al Tamisso, arribant a Benty el 9 de maig. Fou ascendit a comandant i va tornar a França sent enviat poc després a Tonkin, morint a Hanoi el 22 d'abril de 1896.
En endavant la vila i comarca van pertànyer a França sense oposició fins a la independència de Guinea, però cal dir que el líder la independència (i l'únic que va fer perdre el referèndum al General De Gaulle, Ahmed Sékou Touré, va néixer a Faranna (al segle XX escrit ja Faranah) aleshores encara un petit poblet. Quan Turé va pujar al poder el 1958 aviat va afavorir a la ciutat que fou dotada de mesquita, un palau i un centre de conferències; avui dia se situa just al sud-oest del Parc Nacional de l'Alt Níger i disposa d'un aeroport.